# Treforest (stacja kolejowa)
Treforest (ang. Treforest railway station, wal: Trefforest) – stacja kolejowa w Treforest w hrabstwie Rhondda Cynon Taf, w Walii. Znajduje się na Merthyr Line i Rhondda Line. Jest obsługiwana przez pociągi Arriva Trains Wales. Położona jest 18 km na północny zachód od Cardiff Central.

## Historia
Pierwszy odcinek Taaf Vale Railway (TVR), pomiędzy Cardiff Docks i Navigation House (obecnie Abercynon) został otwarty 8 października 1840 r. Stacja w Treforest została otwarta dopiero w 1847 r. Oprócz tego, że pociągi kursowały między Merthyr i Cardiff na głównej trasie TVR, istniała także linia Llantrisant and Taff Vale Junction Railway od momentu otwarcia dla ruchu pasażerskiego w 1875 roku.
TVR został połączony z Great Western Railway w dniu 1 stycznia 1922 roku, wraz z Barry Railway i kilkoma innymi. Zarówno Barry Railway, jak i TVR posiadały stacje o nazwie Treforest, więc aby uniknąć nieporozumień, stacja TVR została przemianowana na Trefortst Low Level 1 lipca 1924 r.
Dawna połączenia pasażerskie Barry Railway pomiędzy Porth i Barry został przekierowany przez Treforest Low Level od 10 lipca 1930. i w tym dniu stacja została przemianowana ponownie na Treforest. Połączenia dla Cardiff i Barry na tej trasie zakończono 10 września 1962, Podczas gdy do Llantrisant dekadę wcześniej (31 marca 1952 r.). Obie linie zostały całkowicie zamknięte w 1964 roku.
Walijska pisownia słowa Trefforest została przyjęta 12 maja 1980 r.

## Połączenia
W dni powszednie i sobotnie pociągi kursują 6 razy na godzinę z Cardiff Central do miejsc takich jak Pontypridd, Treherbert, Merthyr Tydfil i Aberdare. Istnieje sześć pociągów na godzinę do Cardiff Central, a część z nich biegnie dalej za Cardiff do Bridgend przez Llantwit Major lub Barry Island. 
Stacja znajduje się w odległości krótkiego spaceru od kampusu Treforest University of South Wales, a wielu pasażerów korzystających ze stacji to pracownicy lub studenci uniwersytetu.

## Linie kolejowe
- Merthyr Line
- Rhondda Line